# Misión Cristiana Elim Internacional
Misión Cristiana Elim Internacional es una iglesia cristiana evangélica Celular. Con sedes en San Salvador, El Salvador y otros 17 países alrededor del mundo como Canadá,Estados Unidos,México, Guatemala, Honduras, Nicaragua, República Dominicana, Costa Rica, Perú, Ecuador,  Italia, España, Inglaterra, Suiza, Bélgica,Rumania, Japón y casi toda Iberoamérica.
La sede central tiene asistencia de 125 000 personas, sin contar a los que asisten a sus otras filiales, siendo considerada como la segunda iglesia evangélica celular más grande del mundo, y la primera del continente americano, en la actualidad es liderada por el Pastor Mario Vega. Hoy en día con más de 80 000 miembros -reuniéndose en un solo lugar-, es la mayor congregación cristiana no católica en un solo sitio, en El Salvador.

## Historia

### Sus inicios
La iglesia fue fundada en mayo de 1977 como una filial de la Misión Cristiana Elim de Guatemala y comenzó sus operaciones en un pequeño local de la colonia Santa Lucía de Ilopango en San Salvador, El Salvador, con solo nueve miembros. Poco tiempo más tarde, luego de una campaña evangelística realizada el 27 de mayo de ese año, el Dr. Othoniel Ríos Paredes, Pastor de la Misión en Guatemala, nombró a Sergio Solórzano como responsable de dirigir la nueva congregación.
Hacia 1978, la iglesia contaba con alrededor de 150 miembros. En 1980 abre otra filial en la ciudad de Santa Ana al occidente de la capital, la cual fue pastoreada en sus inicios por el pastor Mario Vega quien años más tarde se convertiría en el Pastor General de la Misión.

### Su crecimiento, dos Elim Diferentes
En 1983 la misión en El Salvador se separa de la de Guatemala por desacuerdos en cuanto a sus posturas doctrinales, durante el año de 1983 la iglesia Elim central de la ciudad de Guatemala comenzó a recibir la visita de personas ajenas a la Misión y que poco a poco fueron introduciendo enseñanzas extrañas con el beneplácito del Dr. Othoniel Ríos Paredes. Desde los primeros momentos la iglesia Elim en El Salvador, manifestó su preocupación por el rumbo que las cosas estaban tomando.
El 9 de octubre de 1983 el hermano Sergio Solórzano recibió la visita del Ingeniero Jorge Elías Serrano, quien por ese tiempo había sido oficializado como “profeta” de Elim en Guatemala, y quien traía la comisión de dar un ultimátum a la Misión en El Salvador para que se sometiera a los nuevos giros doctrinales. Ante la inquebrantable decisión de mantenerse en la doctrina que siempre se había sostenido, el Ingeniero Elías Serrano procedió a expulsar a la filial de San Salvador de la Misión Elim; retirándole la “cobertura apostólica” del Dr. Ríos Paredes. Paradójicamente, Elim de El Salvador era expulsada de la Misión por continuar creyendo lo que el mismo Dr. Ríos Paredes había enseñado durante años.
Junto a la expulsión vino la solicitud del Ingeniero Serrano para que la congregación en El Salvador cambiase de nombre. Sin embargo, para ese tiempo, Misión Cristiana Elim era ya una entidad jurídica reconocida por el Estado salvadoreño. Tal reconocimiento ocurrió bajo el mandato de una Asamblea Constituyente que redactaba una nueva Constitución para un país en guerra. La situación política era convulsa, de manera que cambiar el nombre significaba una complicación legal que no se estaba en la disposición de asumir. Desde entonces, tanto las congregaciones en El Salvador como en Guatemala conservaron el mismo nombre de Misión Cristiana Elim.
El 23 de noviembre del mismo año y en un esfuerzo por reconciliar la situación el Pastor Mario Vega, redactó el documento: “Declaración final sobre la doctrina de la seguridad del cristiano de las opresiones totales de Satanás” donde la Misión Elim de El Salvador exponía sus puntos de vista sobre las desviaciones doctrinales que visualizaba en la misión en Guatemala y señalaba las evidentes contradicciones que se producían en su sistema doctrinal. El documento fue rechazado por el Dr. Ríos Paredes quien argumentó que parecían “las tesis de Lutero”. Nunca hubo una refutación, ni siquiera una discusión.
Las desviaciones doctrinales dentro de la misión en Guatemala continuaron profundizándose hasta alcanzar niveles que la alejaron de doctrinas fundamentales del cristianismo. En tanto que la Misión Elim de El Salvador, continuó conservando una doctrina esencialmente evangélica y compartiendo los fundamentos doctrinales comunes al cristianismo universal.
Con el propósito de diferenciar las misiones comenzó a llamarse a cada una de ellas por el nombre del país de su sede central. Así, la misión Elim dirigida por el hermano Sergio Solórzano se llamó Misión Elim de El Salvador, en tanto que la dirigida por el Dr. Ríos Paredes se conoció como Misión Elim de Guatemala hasta que, posteriormente, esta última adoptó el nombre genérico de Área de Ministerios Asociados Elim. Más tarde en una nueva readecuación adoptaron el nombre de Ministerios Elim (MI-EL).
Con el fallecimiento del Dr. Ríos Paredes, en mayo de 1998, la Misión Elim en Guatemala sufrió la pérdida de su liderazgo, lo cual, la condujo a una rápida sucesión de divisiones tanto en Guatemala como en el extranjero. Estas divisiones han convertido a lo que fuera Misión Elim en Guatemala en una disgregación de grupos pequeños, aunque dicha separación no implicó un cambio de nombre debido a la dificultad de iniciar ese tipo de trámite en el país por la guerra civil, por lo que la iglesia en El Salvador continúa llamándose "Misión Cristiana Elim de El Salvador" hasta el día de hoy (la de Guatemala sí cambió su nombre por "Área de Ministerios Asociados Elim" y más tarde por "Ministerios Elim" (MI-EL) actualmente Iglesia de Cristo Ministerios Ebenezer, Iglesia de Jesucristo Palabra Miel, Área de Ministerios Asociados Elim en Rep. Dominicana, Elim Los Ángeles, entre otras muchas congregaciones cristianas evangélicas)
En 1985 la iglesia en San Salvador contaba con unas 3 000 personas, lo que no era del todo satisfactorio por sus autoridades por lo que deciden implementar un modelo similar al de la iglesia del pastor Cho; Sergio Solórzano, el pastor general de la misión en ese entonces decide viajar personalmente a Corea del Sur para conocer más del trabajo del pastor Cho.
El 13 de julio de 1986 la iglesia inaugura una estación de radio que nombran "Radio Restauración" la cual se convierte en una de las principales del país según su género desde entonces.

### Aún es tiempo de Restauración
En diciembre de 1988 se desarrolló durante cuatro días una serie de actividades evangelísticas en el Estadio Nacional de San Salvador, dicho evento fue denominado "Aún es tiempo de Restauración" y al mismo se logró una afluencia de aproximadamente el 60% de la capacidad del estadio; de esa manera, dicho evento se continuó realizando en ese mismo estadio desde 1990 hasta 1995, logrando cada vez una mayor asistencia de personas y asimismo de conversiones a la fe en Jesucristo.

### Nuevo pastor general

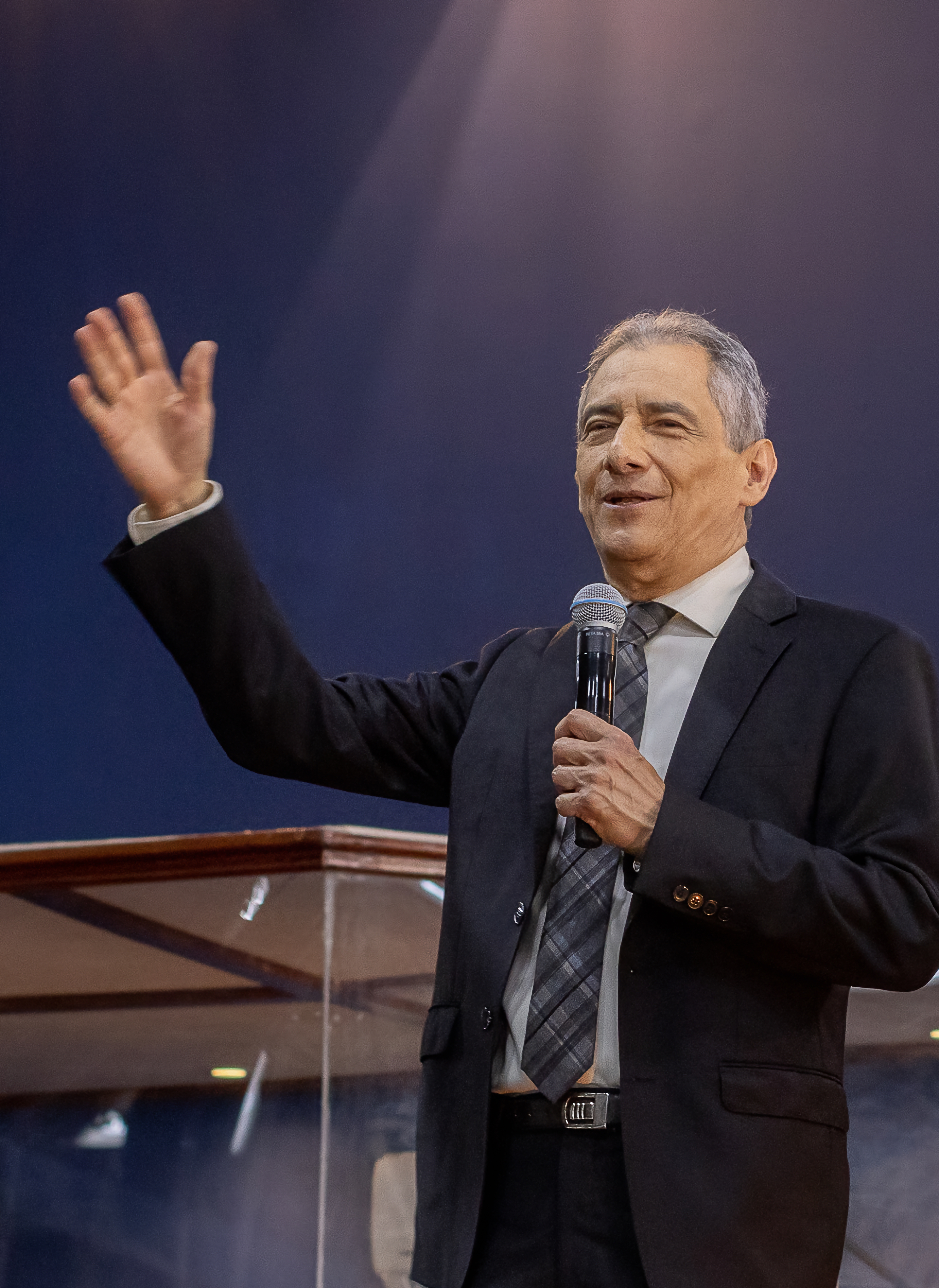
Mario Vega, Pastor general de la Misión desde 1997.

En octubre de 1995 es apartado del cargo de pastor general Sergio Solórzano.

### La expansión
Posterior a los problemas internos, la iglesia decidió organizar nuevamente los eventos masivos al aire libre y el 8 de noviembre de 1998 se realizaron dos eventos simultáneos en los dos estadios de fútbol de la capital y a los cuales asistieron en total unas 93 000 personas.
El 14 de noviembre de 1999, se realizaron tres eventos en estadios diferentes y a los cuales asistieron unas 110 000 personas.
El domingo 12 de noviembre de 2000, se realizaron cinco eventos simultáneos utilizando los estadios del interior del país, por lo que el evento pasó a llamarse "Día nacional de Restauración" congregando a unas 140 000 personas, dicho evento fue transmitido a 14 países gracias a la señal radial, por satélite.
En 2002, la Misión compró una señal radial en Frecuencia modulada, ese mismo año y en el marco de la Conferencia Internacional de Crecimiento de Células que la iglesia realizaba desde hacía algunos años, asistió el Pastor de la iglesia más grande del mundo David Yonggi Cho; además ese mismo año se realizó un único evento en el complejo deportivo "El Cafetalón" de la ciudad de Santa Tecla, La Libertad, al cual asistieron unas 150 000 personas.
En 2003, el escritor y especialista en el tema de Iglesias celulares Dr. Joel Comiskey lanzó el libro titulado “Elim, la apasionante historia de una iglesia transformando una ciudad para Jesús” (Passion and persistence en inglés).
En 2004, la Misión desarrolló un nuevo evento masivo que tuvo nuevamente como sede el complejo deportivo "El Cafetalón" de la ciudad de Santa Tecla y al cual asistieron unas 200 000 personas, lo que lo convirtió en el evento evangélico más grande de la historia de El Salvador.
Hacia 2005, la Misión compró una nueva señal de radio y un canal de televisión, apostándole fuertemente al papel de los medios de comunicación para la propagación del evangelio.
El día domingo 14 de diciembre de 2008, la Misión inauguró un canal de televisión público, bajo el nombre Canal 27 "La señal del Reino" el cual se convierte en el primer canal cristiano de la Misión y que en 2017 fue renombrado ELIM TV.

### Otros hechos
El 3 de julio de 2008, miembros de la iglesia que se conducían en un autobús privado después de un servicio en la congregación, fueron arrastrados por la corriente del río Acelhuate de la capital salvadoreña muriendo 31 personas, este hecho conmocionó a la sociedad salvadoreña y reabrió un debate acerca de la responsabilidad humana sobre el cuidado del medio ambiente y del Estado en las obras de mitigación de riesgos.
En agosto de ese mismo año uno de los miembros del consejo de ancianos fue elegido por el Partido de Conciliación Nacional de El Salvador como candidato presidencial para las elecciones de 2009. Su postulación no era apoyada por parte de las autoridades de la iglesia, pero nuevamente colocó a la iglesia Elim en primer plano en el país, aunque posteriormente su candidatura fue retirada.

## Organización
Misión Cristiana Elim es dirigida por una Directiva Espiritual con alcance mundial y un Consejo de Ministros (que actúa como un ente asesor y de consulta).
Cada iglesia filial posee un pastor principal o local quien es el guía espiritual y administrativo de la congregación, además existe un Consejo de Ancianos que colabora con el pastor local en los proyectos de la filial. Su sistema de organización con respecto a la Misión es autónomo.

### El Sistema Grupos Familiares
El sistema celular es la clave del enorme crecimiento que la Misión ha experimentado casi desde su fundación. La Misión utiliza el sistema organizacional "Jetro" descrito en el libro bíblico del Éxodo, el cual consiste en dividir a la congregación en pequeños grupos a fin de reunir en las casas de sus mismos miembros a las personas de sus alrededores con un propósito principalmente evangelístico. Estas reuniones se dan comúnmente los días sábados durante una hora y están compuestos por un aproximado de entre 8 a 15 personas; al encargado de esta reunión o "célula" se le da el nombre de "líder" y al que presta su hogar para desarrollar la célula se le denomina "anfitrión". El punto principal del desarrollo de estas reuniones es que el líder desarrolla un tema secuencial sobre un libro de la biblia, ese mismo tema es impartido por cada uno de los líderes de célula en los países donde Elim tiene presencia. Cuando estas reuniones consiguen mantener un número mayor de 15 miembros durante un tiempo considerable (unos tres meses) se da lo que la Misión llama "multiplicación de la célula" lo cual consiste en que otro de los miembros activos de la Misión y parte de la célula a multiplicar decide prestar su hogar para una nueva reunión que será dirigida por un nuevo líder, llevándose consigo a una parte de los miembros de la célula original. Esta práctica es la causa por la cual a esas reuniones se les llama comúnmente "célula", por las funciones naturales de sus homónimas orgánicas.
Sobre los líderes de célula existe una persona encargada de supervisar el funcionamiento de esas reuniones al cual se le da el nombre de "Supervisor de sector", un sector es un grupo de aproximadamente 3 hasta 10 células. Los sectores también experimentan multiplicación cuando estos consiguen alcanzar o sobrepasar las 10 células.
Sobre los supervisores de sector existe una figura que toma el nombre de "Coordinador de Zona" o "Pastor de Zona", el cual tiene bajo su responsabilidad varios sectores. También las zonas experimentan multiplicación.
Dentro de esta pirámide jerárquica hay un "pastor de distrito" quien tiene a su cargo varias zonas de la iglesia en cuestión y que también puede lograr multiplicación.
Finalizando esta estructura se encuentra el pastor principal de la Iglesia local.

## Doctrina
La Doctrina de la Misión se basa en la Biblia, considerando a esta como máxima autoridad doctrinal de la iglesia.
La Misión contiene en sus doctrinas una variedad de tópicos cristianos, tales como: enseñanzas evangélicas, presbiterianas, episcopales, calvinistas, pre-milenaristas, pre-tribulacionistas, pentecostales, entre otras.
La Misión cree en Dios el Padre, la Deidad de Cristo, la Personalidad del Espíritu Santo, la depravación total del género humano, la elección incondicional del hombre por parte de Dios, el perdón de pecados por medio del sacrificio de Cristo (Justificación por fe), la gracia irresistible de Dios, El arrebatamiento de la Iglesia, La gran tribulación, La segunda venida de Cristo, El reino milenial, el tribunal de Cristo, La eternidad del alma en un lugar de tormento o de consuelo, entre otras doctrinas.

## Dimensión social
La Misión tiene mayor presencia en El Salvador por ser este su país de origen, donde posee 6 frecuencias de radio (540 AM "La estación de la palabra", 100.5 FM "Restauración" 98.1 FM "Plenitud" en Santa Ana, 1450 AM en el oriente del país y 98.1" "radio góspel" ), un canal de televisión (Canal 27 "La señal del Reino" ahora llamado "ELIM TV"). Es la única congregación evangélica con un canal de televisión y emisora de radio de frecuencia nacional, dichos medios de comunicación son administrados por la Corporación Cristiana de Radio y Televisión CCRTV, dependencia de la Misión. La Misión posee alrededor de 70 filiales en El Salvador y en los Estados Unidos de América unas 40 filiales; en menor medida existen filiales en otras naciones del continente americano, Europa y Australia.
La cantidad de asistentes a los grupos celulares en El Salvador se calcula en unas 250 000 personas. La Misión es pionera entre las iglesias evangélicas en ese país en cuanto a la implementación del sistema celular. Por otra parte, su pastor general Mario Vega es una persona reconocida en la sociedad salvadoreña al punto de ser columnista de las editoriales de uno de los principales periódicos del país, donde frecuentemente es consultado por los medios de comunicación para conocer la postura de la iglesia evangélica en noticias de interés público, además es miembro de la Directiva Internacional de Church Growth International (C.G.I.), organismo que tiene como meta principal el contribuir a la evangelización mundial y el cual es dirigido por el pastor surcoreano David Yonggi Cho, así como también Joel Comiskey, investigador celular.